# Alfred Sohn-Rethel (Maler)

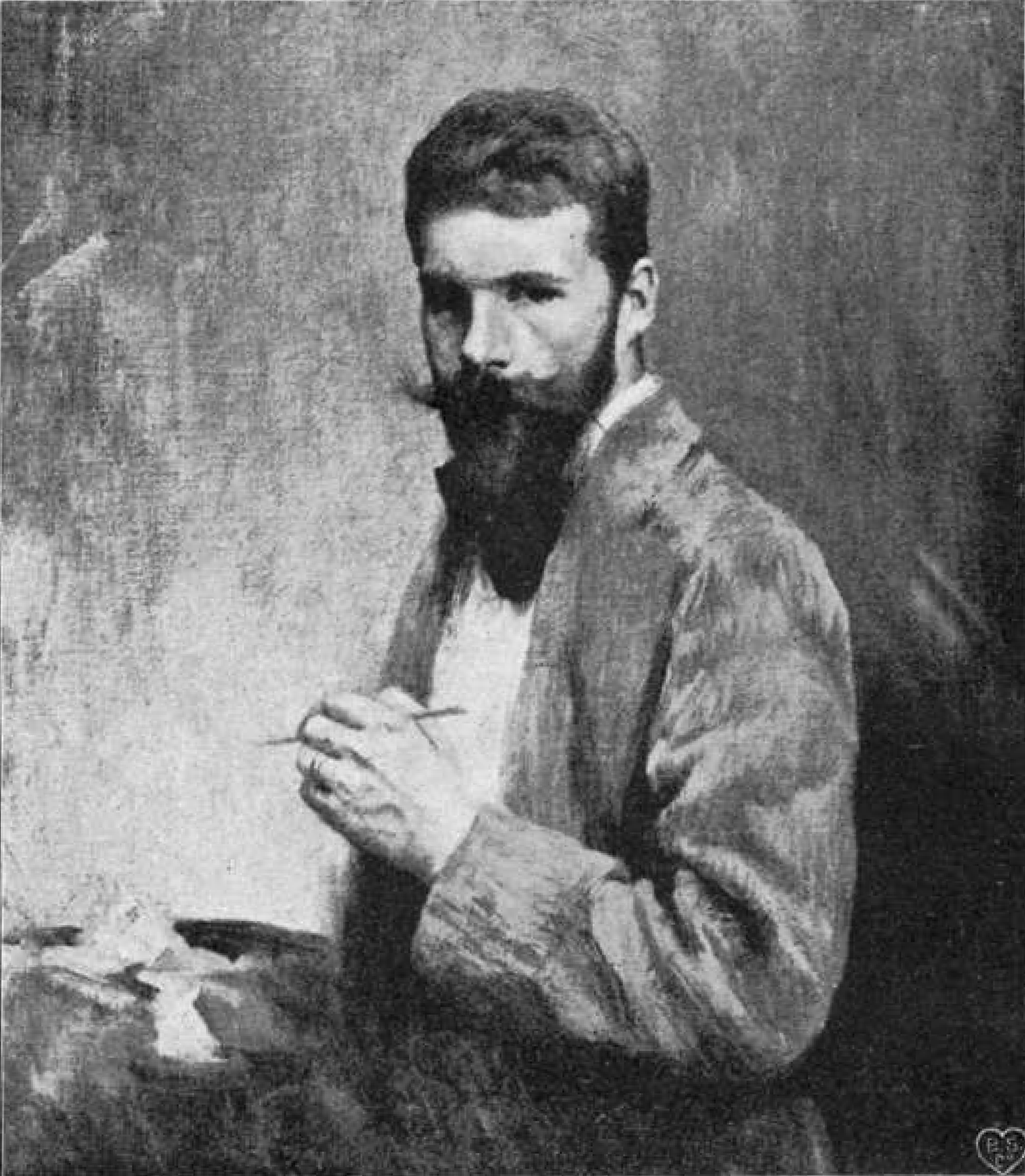
Selbstbildnis, um 1899

Alfred Sohn-Rethel (* 8. Februar 1875 in Düsseldorf; † 10. Dezember 1958 in Tübingen) war ein deutscher Maler und Zeichner der klassischen Moderne.

## Leben und Wirken

### Familie

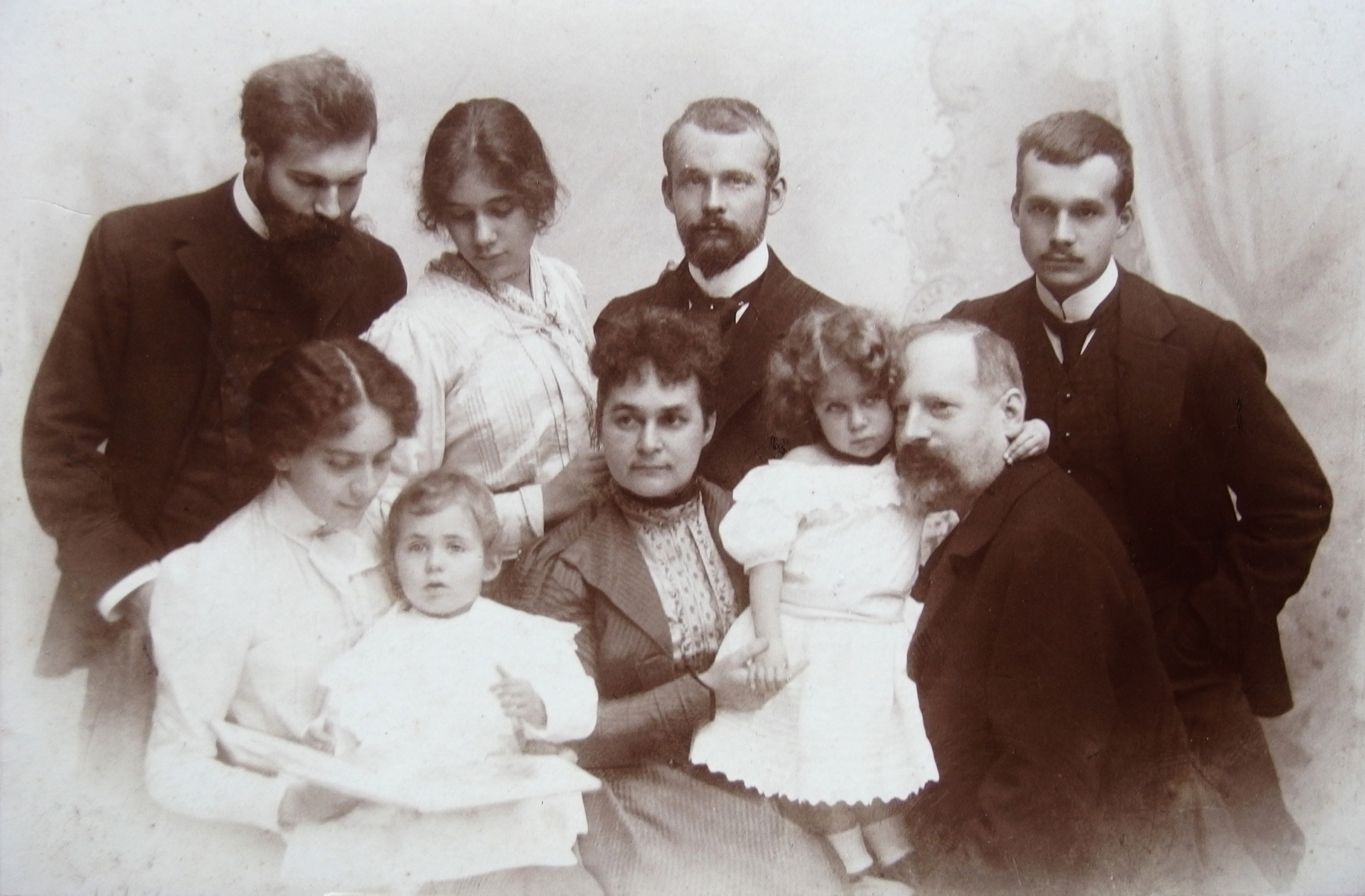
Familie Sohn-Rethel, Foto von Constantin Luck, um 1900

Alfred Sohn-Rethel stammte aus einer großbürgerlichen Malerfamilie. Er war der älteste Sohn des Malers Karl Rudolf Sohn und dessen Ehefrau, der Malerin und Sängerin Else Sohn-Rethel, der Tochter des Malers Alfred Rethel. Seine Großväter waren die Maler Karl Ferdinand Sohn väterlicherseits und Alfred Rethel mütterlicherseits, nach welchem er posthum seinen Vornamen erhielt und dessen Ehefrau Marie eine Tochter des Miniaturmalers August Grahl war.
Seine Geschwister waren Otto Sohn-Rethel, Karli Sohn-Rethel und Mira Sohn-Rethel (1884–1974), welche 1907 die Gattin von Werner Heuser wurde.
Mit seiner Frau Anna Julie, geborene Michels, hatte er drei Kinder: Anna Clara Marie Elisabeth, genannt Lissi (1897–1993), Alfred Carl Eduard (1899–1990) und Hans-Joachim (1905–1955).

### Werdegang
Angeregt durch seinen Vater malte Alfred schon sehr früh nach der Natur, übte sich in der Aquarellmalerei und Zeichnungen von Tieren aus dem Zoologischen Garten und porträtierte die Mitglieder seiner Malerfamilie.
Er besuchte das Realgymnasium unter der Leitung des Direktors Adolf Matthias an der Klosterstraße, das heutige Humboldt-Gymnasium Düsseldorf. Seine schulischen Leistungen ließen zu wünschen übrig und das Lernen fiel ihm schwer. So erhielten er und sein Freund Ernst Lueg (1874–1952), der Sohn des Heinrich Lueg, Nachhilfestunde bei Lindemann, welcher bei den Werken Haniel & Lueg beschäftigt war. Aufgrund seiner künstlerischen Begabungen hielt es sein Vater für nötig, ihn dem Zeichenlehrer Hugo Zieger anzuvertrauen, welcher zweimal wöchentlich Unterricht erteilte.
Mit 13 Jahren bestand Alfred die Aufnahmeprüfung an der Kunstakademie Düsseldorf anhand einer Mappenvorlage und wurde am 15. Mai 1888 als Student angenommen. Anfänglich studierte er in der Gipsklasse, gefolgt vom Abendakt bei Eduard Gebhardt, ab 1889 in der Mittelklasse von Hugo Crola und Adolf Schill und zuletzt Anfang 1892 in der Meisterklasse von Peter Janssen dem Älteren.
Auf der Akademie hatte sich Alfred mit einem älteren Studenten, dem Maler Lewis Edward Herzog (1868–1943), angefreundet. Sie hatten schon längere Zeit geplant, zu Studien der Malerei in Italien, die Akademie zu verlassen. Dies wurde im Herbst 1892 umgesetzt und gleich nach Weihnachten ging es nach Venedig. Der Aufenthalt in Venedig wurde von einem Erdbeben, mit Zerstörungen in dem Stadtviertel, in welchem sie lebten, unterbrochen. Es waren die Auswirkungen des Bebens mit Zentrum in Zakynthos vom 31. Januar 1893, welches die Adriaküste hinauf bis hin nach Venedig wahrzunehmen waren. Alfred siedelte an einen kleinen Ort am Gardasee um, wo er günstig leben konnte. Aus dieser Zeit stammen viele Arbeiten mit ländlichen Szenerien.

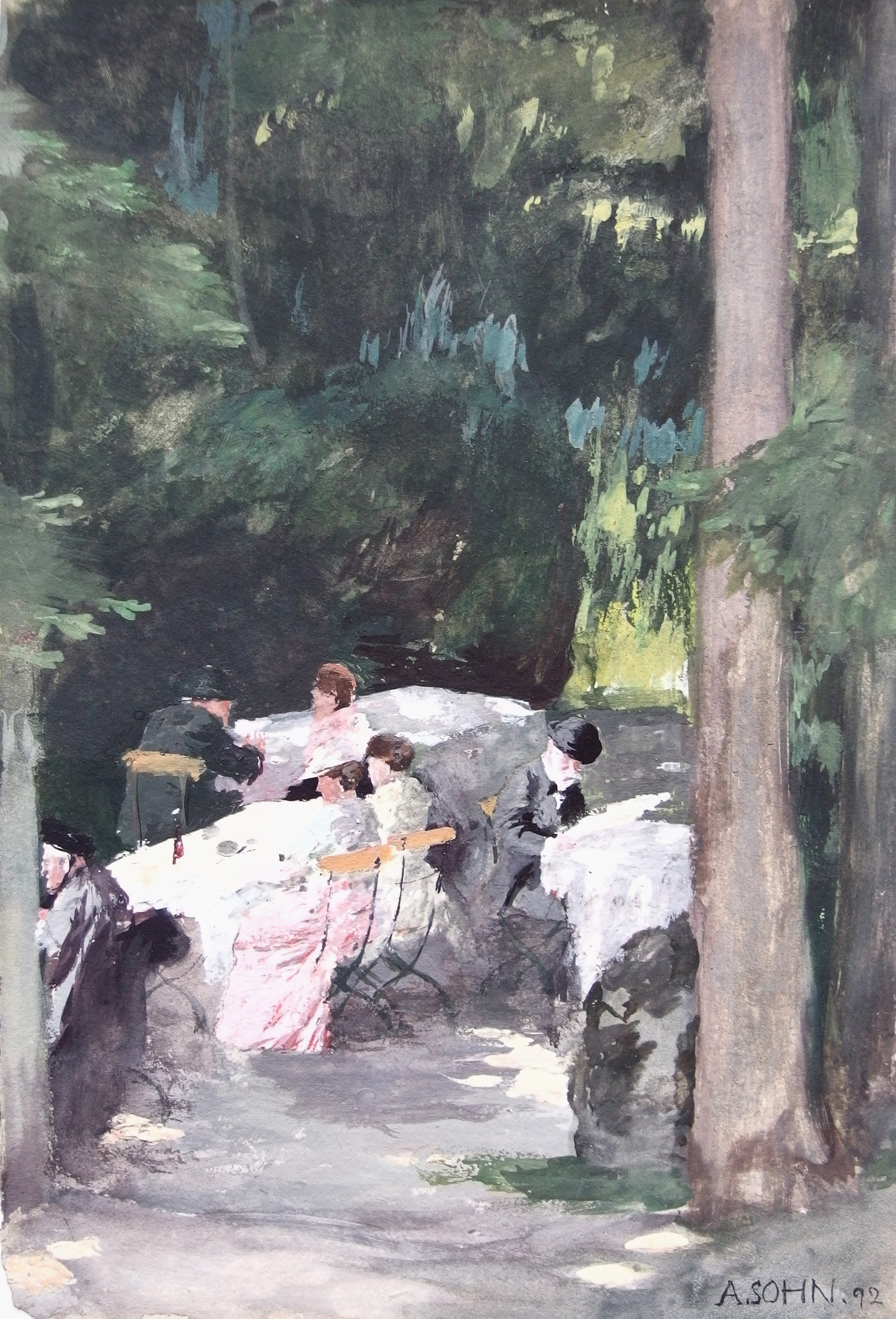
Alfred Sohn-Rethel: Jacobigarten Düsseldorf, 1892

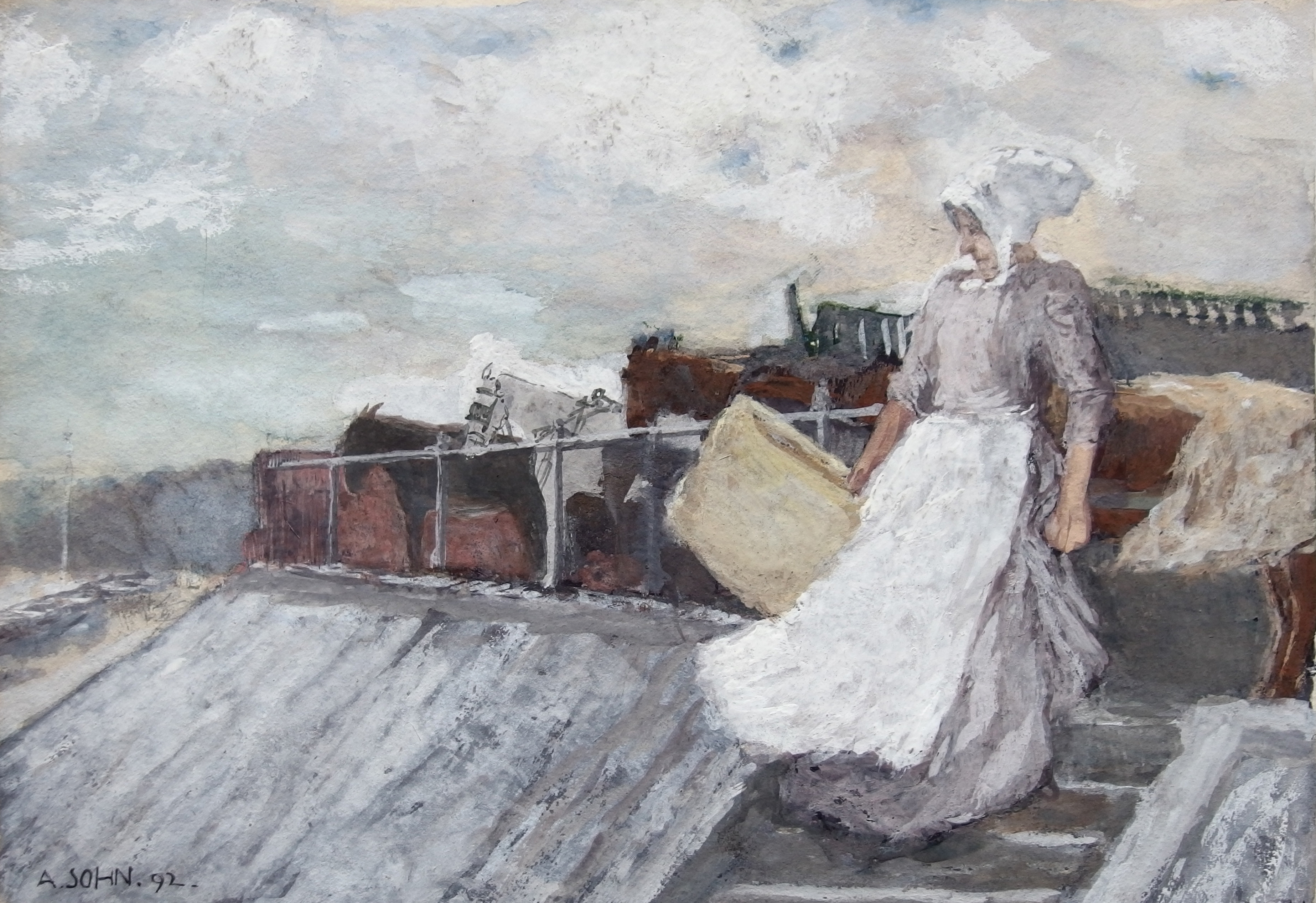
Alfred Sohn-Rethel: Ländliche Szene mit Pferden und Frau, 1892

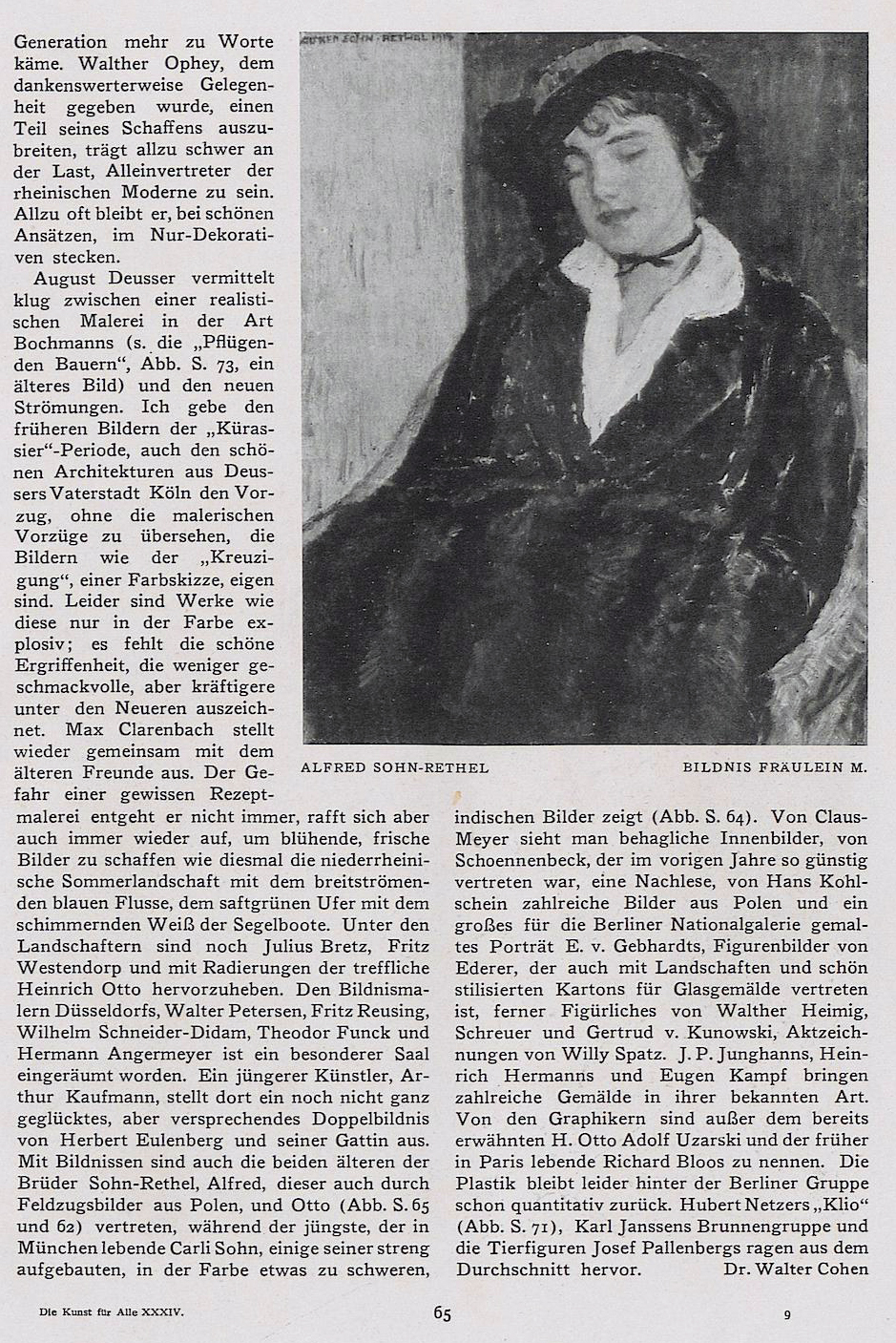
Die Kunst für Alle 1918/19

Den Sommer 1893 verbrachte seine Familie in Gossensaß, und da er sich am Gardasee befand, stieß er dazu. Im Grandhotel Gröbner lernte er seine zukünftige Frau Anna Julie Michels kennen. Deren Eltern waren Eduard Michels, Besitzer einer Teppichknüpferei für Smyrnateppiche in Hannover-Linden, und Elisabeth, eine geborene Oppenheimer, Tochter des Bankiers Albert Oppenheimer. 1893 ging er wieder zurück nach Venedig und folgte weiter seinen Malstudien und blieb mit Anna in regem Briefkontakt. Zurück in Deutschland, heiratete Alfred Sohn-Rethel am 8. Oktober 1896 Anna Julie Michels (1871–1957), in Hannover.
Anfang 1897 zog es ihn nach Paris. Hier entwickelte er sein sensibles Farbempfinden und die malerische Behandlung von Bildinhalten und löste sich von der Düsseldorfer Tradition, der Genremalerei. Er malte weiterhin Stillleben, Figuren, Landschaften und Tiere.
Für seine Aufenthalte in Düsseldorf stand ihm jederzeit ein Atelier zur Verfügung. Dieses hatte seine Mutter Else, Tochter von Alfred Rethel und Enkelin von August Grahl, für ihn und seine Brüder Otto und Karli im Familienhaus auf der Goltsteinstraße 23, im oberen Stockwerk, eingerichtet. Das Haus wurde im Zweiten Weltkrieg durch eine Brandbombe größtenteils zerstört.
Am 8. Dezember 1897 wurde in Hannover seine Tochter Elisabeth, genannt Lissi, geboren, welche später die zweite Ehefrau von Albert Steinrück (1872–1929) wurde. In Neuilly-sur-Seine bei Paris folgte die Geburt des ältesten Sohn Alfred Carl Eduard am 4. Januar 1899. Dieser wurde von 1908 bis 1912 bei dem der Familie befreundeten Düsseldorfer Stahlindustriellen Ernst Poensgen in Pflege gegeben, damit er nicht auch noch zu einem Maler werden würde. Hans-Joachim, sein Jüngster, auch Dotz genannt, wurde am 15. November 1905 in Düsseldorf geboren.
In Paris fertigte Sohn-Rethel Studien von Eindrücke in Vollbildern und zahlreichen Skizzen. Diese wurden 1900 von dem Kunsthistoriker Walther Gensel (1870–1910) mit dem Titel Paris – Studien und Eindrücke bei Dietrich, Leipzig verlegt. 1903 wohnte er auf der Rue des Fossés-Saint-Jacques 23, Paris. Er zog nach Barbizon, wo er den unmittelbaren Zugang zur Natur suchte und Landschaften malte. Mit zwei Bildern der Schule von Barbizon – Sous bois und La fille du paysan – nahm Alfred Sohn-Rethel an der Ausstellung Salon de la Société des artistes français im Grand Palais vom 16. April bis 30. Juni 1903 teil.
1909 schlossen sich Alfred Sohn-Rethel mit den Düsseldorfer Malern Julius Bretz, Max Clarenbach, August Deusser, Walter Ophey, Wilhelm Schmurr und sein Bruder Otto Sohn-Rethel zusammen und gründeten die Gruppe Sonderbund. Sie bezog sich auf die vom 10. bis 31. Mai 1908 veranstaltete ersten Sonder-Ausstellung in der Düsseldorfer Kunsthalle. Enge Kontakte zum Galeristen Alfred Flechtheim wurden gepflegt; später brach diese Gruppe auseinander. Die Mitgliedschaft beim Deutschen Künstlerbund war für Alfred Sohn-Rethel obligatorisch, da diese über die bisher bestehenden Secessionen hinaus ging.
Im Art-Journal von 1909, im Artikel Die Kunst für Alle wurden seine Arbeiten besprochen.

„...Besondere Beachtung verdienen dann noch die Studien von Alfred Sohn-Rethel, der z. Z. in Paris lebt, aber noch an Düsseldorf hängt. Seine breiten und flotten Skizzen aus dem Pariser Leben, die er in dem hübschen Buche Paris mit W. Gensel zusammen publiziert hat, zeigen einen kühnen und realistischen Kritiker der Oberfläche des modernen Lebens. Hier kommen aber sorgfältige Einzelstudien hinzu, dass man auch vor dem soliden Können Respekt haben muss. Eine Rötelzeichnung, Porträt von Henri Héran, ein träumerisches feines Mädchenköpfchen, das Bildnis seines anmutigen Schwesterleins, und vor allem ein Blatt mit allerlei frischen Studien nach einem dicken, nackten, vergnügten Baby. Hier liegt noch ein großes Können im Keime.“

1912 erfolgte die Übersiedlung von Paris nach Wilmersdorf bei Berlin, später nach Berlin-Charlottenburg. Hier nahm er die Einflüsse der Salonmalerei und auch des Expressionismus auf. Im Mai 1912 war Alfred Sohn-Rethel mit den Bildern Selbstporträt, Stillleben mit japanischer Puppe und Stillleben Blumen an der Sonderbundausstellung in Köln beteiligt; 1913 mit zwei Werken (Paris, Nr. 499–500).

„… So hingen im Kölner Kunstverein Alfred Sohn-Rethel, Hermann von der Dunk, Helmuth Macke, Fritz Schaefler zusammen. Es waren lauter ehrliche Leute. Sohn-Rethel, der malkulturgesättigte, arbeitete Porträts, die nicht nur anständig sondern sogar vornehm aussahen …“

Die Genrebilder, die sich durch einen klaren Bildaufbau und eine exakte Wiedergabe der Details auszeichneten, gehörten nun zu seinen früheren Werken.

„… hingegen scheint mir Alfred Sohn Rethel in seinen erotischen Dingen für Köln schon etwas gefährlich zu sein. … getönte Akte von Alfred Sohn Rethel, bei dessen formschönen Frauenkörpern eine leichte Neigung zu fader Eleganz nicht zu verkennen ist. … Diese Damen hatten eben offenbar schon das Hemd total abgestreift, sodaß sogar der Kopf zu sehen war, was häufig den Eindruck der faden Eleganz verstärkt.“

Während des Ersten Weltkriegs, Anfang 1916, war er als Kriegsmaler an der Ostfront in Polen und Weißrussland eingesetzt. Als Künstler musste er von sich aus „malerisch wirksame und interessante Motive aus dem Leben des Krieges“ finden. Er zeichnete Landschaften, Dörfer, Trecks und Züge von Soldaten. 1918 war das Jahr seiner Teilnahme als Mitglied der Freien Vereinigung Düsseldorfer Künstler an der Großen Berliner Kunstausstellung im Kunstpalast zu Düsseldorf. Auch einige seiner Feldzugbilder wurden gezeigt. In den 1920er Jahren wurde er Mitglied der Rheingruppe.
Im Bericht des Reichswirtschaftsmuseums Volk und Arbeit wurde Alfred Sohn-Rethel, als Teilnehmer einer Ausstellung in der Kunsthalle Düsseldorf, im Juni/Juli 1934, mit „Professor“ betitelt. Den Titel hatte er 1910 vom Großherzog von Hessen, während er in Barbizon lebte, erhalten.

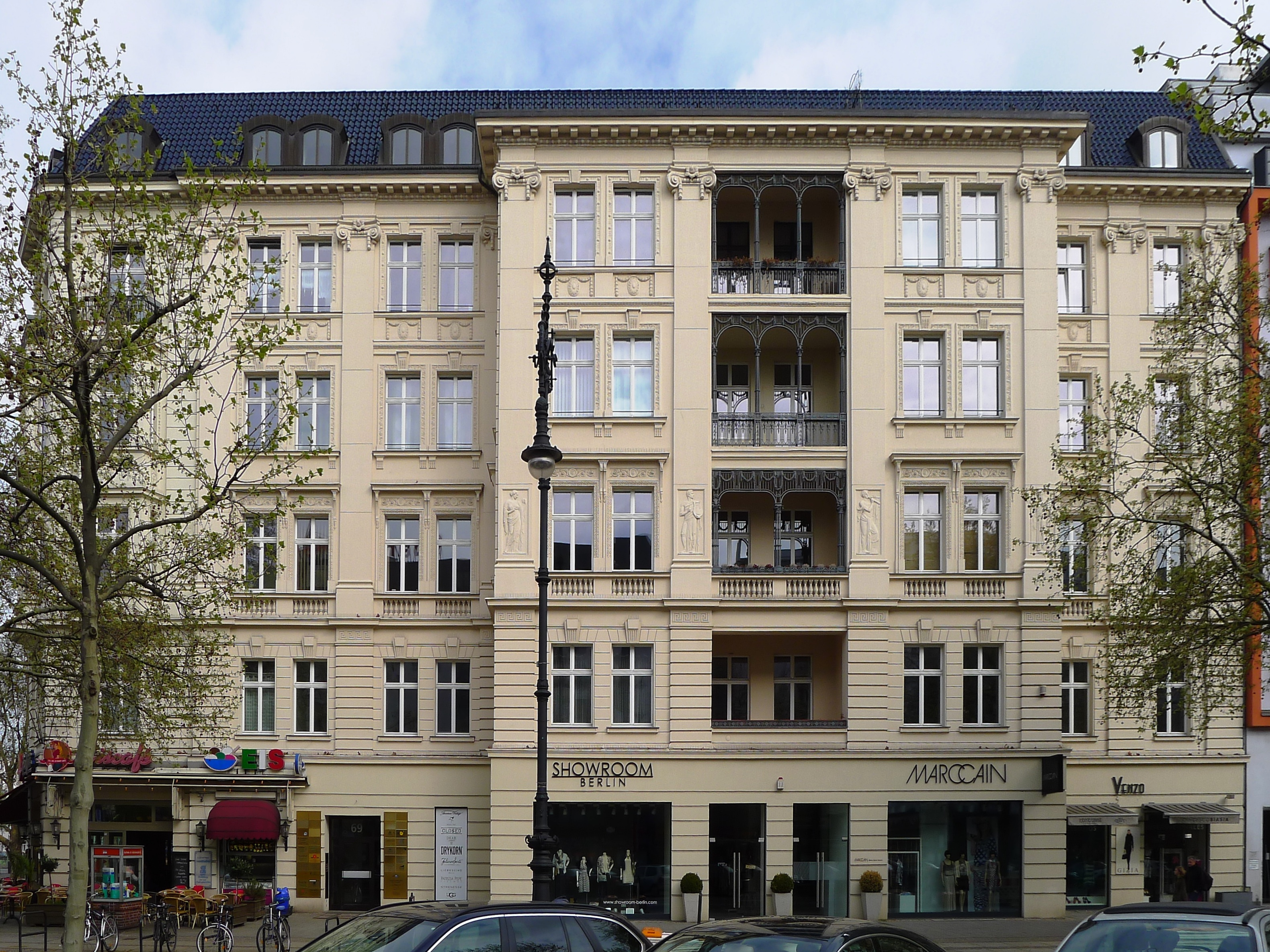
Alfred Sohn-Rethel wohnte um 1934 im Haus Kurfürstendamm 69

Mit der Machtübernahme der NSDAP begann die Gleichschaltung und die Übernahme der Kultureinrichtungen. Alfred Sohn-Rethels Kinder waren „jüdische Mischlinge ersten Grades“ und einem wachsenden Verfolgungsdruck ausgesetzt. Er selber seit Januar 1934 in der Reichskammer der bildenden Künste als Mitglied geführt, wohnhaft Kurfürstendamm Nr. 69, konnte seinen Beruf weiter ausüben. 1936 emigrierte sein Sohn Alfred nach Luzern in die Schweiz, dessen Frau Tilla Henninger (1893–1945) und seine Tochter Brigit (1921–1995) waren von ihm 1935 vorausgeschickt worden. Sohn-Rethel ließ sich im Oktober 1937 von seiner jüdischen Frau scheiden, behielt aber weiterhin Kontakt zu ihr, was dazu führte, dass er 1939 aus dem Bund Deutscher Maler und Graphiker e. V. in Berlin entfernt wurde. Er nahm mit ihr zusammen auch an den heimlichen Kunstausstellungen teil, die Hanna Bekker vom Rath in ihrer Schöneberger Atelierwohnung während der Zeit des Weltkrieges veranstaltete.
Seine Tochter Lissi, seit 1929 Witwe des Albert Steinrück, damals wohnhaft in der Künstlerkolonie Berlin auf der Laubenheimer Str. 1, ihre beiden Töchter und Alfreds Frau Anna Julie wurden mit Hilfe von Heinrich George vor der Verfolgung geschützt, wie auch finanziell unterstützt.
Sein Sohn Hans-Joachim Sohn-Rethel verließ Berlin und schloss sich dem Exilkabarett an, ging 1934 über die Schweiz nach England und emigrierte 1939 endgültig in die USA.
Im Mai 1946, nach Ende des Zweiten Weltkriegs, erfolgte die Wiederverheiratung mit Anna Julie Michels.
Mit fünfundsiebzig Jahren, von 1950 bis 1955, unterrichtete Alfred Sohn-Rethel noch Malen und Zeichnen in Sigmaringen, wo er unweit des Klosters Hedingen lebte.
Im April 1956 wurde er in dem von den Carlo-Steeb-Schwestern geführte Luise-Poloni-Heim in Lustnau Tübingen aufgenommen, wo er am 10. Dezember 1958 an Altersschwäche verstarb. Seine Frau Anna war ein Jahr vorher, am 7. September 1957 verstorben.

## Werke (Auswahl)
- 1905: Theodor von Möller[24]
- 1906: Mädchen im Feld
- 1907: Schlafendes Kind[25]
- 1907: Frauen im Winterlandschaft
- 1912: Stillleben mit japanischer Puppe[26]
- um 1916: Markttag in Nowogrodek[27]
- 1922: Promenade printanière
- 1924: Porträt eines jungen Mädchens[28]
- 1925: Boxer Erich Brandl, Galerie Flechtheim, Berlin[29]
- 1929: Porträt Albert Steinrück, Stadtmuseum Berlin[30]
- 1931: Sitzender weiblicher Akt
- 1932: Junge Frau[31]

## Ausstellungen

### Einzelausstellungen und Ausstellungsbeteiligungen (Auswahl)
- 1899: Glaspalast, München
- 1903: Salon de la Société des artistes français im Grand Palais, Paris
- 1908: Sonder-Ausstellung des Sonderbundes, Düsseldorf
- 1909: Sonder-Ausstellung des Sonderbundes, Düsseldorf
- 1911: Jahresausstellung der bildenden Künstler im Städtischen Kaufhaus, Leipzig
- 1912: Sonderbund-Ausstellung, Städtische Ausstellungshalle am Aachener Tor, Köln[32]
- 1913: Sonderbund-Ausstellung, Köln
- 1913: Berliner Secession
- 1914: Freie Secession, Berlin
- 1918: Große Berliner Kunstausstellung, im Kunstpalast Düsseldorf[33]
- 1927: Ausstellung des Kunstvereins für die Rheinlande und Westfalen, Düsseldorf
- 1928: Frühjahrsausstellung der Akademie der Künste Berlin
- 1932: Galerie Flechtheim, zusammen mit Else Sohn-Rethel, Otto Sohn-Rethel, Karli Sohn-Rethel, Friedhelm Haniel und Hans von Marées, Düsseldorf
- 1939: Berlin, Gastausstellung im Verein Berliner Künstler

## Ausstellungskataloge (Auswahl)
- 1899: Katalog der Münchner Jahresausstellung 1899 im königlichen Glaspalast, München
- 1925: Grosse Kunstausstellung Düsseldorf, Abt. II u. III (zeitgenössisch)
- 1953: Grosse Weihnachtsausstellung 1953 der bildenden Künstler von Rheinland Westfalen
- 1954: Grosse Weihnachtsausstellung 1954 der bildenden Künstler von Rheinland Westfalen
- 1955: Kunstausstellung Weihnachten 1955 der bildenden Künstler von Rheinland Westfalen
- 1956: Deutscher Künstlerbund, 6. Ausstellung 1956, Düsseldorf Ehrenhof
- 1960: 10. Winter-Ausstellung der bildenden Künstler von Rheinland und Westfalen im Kunstpalast Düsseldorf Ehrenhof